# Elassogaster calida
Elassogaster calida är en tvåvingeart som först beskrevs av Christian Rudolph Wilhelm Wiedemann 1830.  Elassogaster calida ingår i släktet Elassogaster och familjen bredmunsflugor. Inga underarter finns listade i Catalogue of Life.